# عباس تاج
عباس تاج کاشانی متولد کاشان و وزیر نیرو در دولت موقت مهدی بازرگان بوده است.
او از بنیان گذاران انجمن اسلامی مهندسین در سال ۱۳۳۶ بود.